# John Barr
John Evans Barr (Shamokin, 8 agosto 1918 – Shamokin, 1º luglio 2002) è stato un cestista statunitense, professionista nella ABL e nella BAA.

## Palmarès
- Campione ABL (1948)